# Tríada (Charmed)
La Tríada es un grupo de tres demonios de nivel superior en la serie de televisión Charmed.
Pertenecen a un alto nivel en la jerarquía demoníaca.
La primera tríada apareció en la temporada 3. En aquel tiempo, trabajaban para La Fuente de Todo Mal. Los miembros de la Tríada eran hombres. Vestían túnicas negras, con un pentagrama invertido en ellas. Cada uno poseía muchos poderes (incluyendo lanzar bolas de fuego, teletransportación, convocar demonios, manifestación de objetos, etc.) cuando se dieron cuenta de la existencia de las hermanas Halliwell, empezaron a mandar demonios tras ellas. Cuando todo los demonios enviados fallaron, ordenaron a Balthazor (Cole Turner) para ir tras ellas. Balthazor se acercó bastante, pero se enamoró de Phoebe Halliwell, lo que lo llevó a asesinar a la Tríada.
La Tríada reapareció en la temporada ocho, compuesta de tres demonios de nivel superior: Asmodeus, Baliel y Candor. Fueron responsables del secuestro de Christy (antes del regreso de los poderes de las hermanas Halliwell), contrataron demonios para vigilarla y criarla durante muchos años, lo cual es la razón de que Christy Jenkins sea malvada. Esos demonios después fueron destruidos por Christy y por la Tríada.
Un demonio llamado Xar (un miembro anterior de la Tríada) ordenó a otros demonios decirles a las hermanas que la Tríada estaba de vuelta, exponiéndolos. Xar engañó a las hermanas Halliwell para ir contra la Tríada, porque no quería que tomaran el inframundo. La Tríada se percató de esto, y asesinó a Xar. Las hermanas fueron tras ellos, y destruyen a dos de sus miembros (Asmodeus y Baliel) debilitando completamente a la Tríada, al solo quedar uno de sus miembros con vida, Candor (quien milagrosamente escapó).
Candor después reapareció, cuando congeló a las hermanas y a Billie Jenkins, pero no ha Christy, mientras él le decía que ellos enseñaron todo lo que sabía, y ahora que la Tríada estaba débil, debería seguir sola con el plan para reunirse con el Poder Supremo (que era su hermana Billie). Candor entonces se marchó, y descongeló a los otros. Posteriormente, Candor es asesinado por Christy, por ser el responsable de la muerte de sus padres.
Poco después se descubre que la Tríada no puede ser destruida tan fácilmente como se pensaba. Sus cuerpos físicos pueden ser destruidos pero continúan existiendo en forma espiritual hasta que son lo suficientemente fuertes para construir nuevos cuerpos para ellos. Lo que significa que la Tríada (de la temporada 8) es la misma Tríada que apareció en la temporada 3. Después de que Cole los destruyera continuaron existiendo como espíritus hasta que construyeron nuevos cuerpos para ellos.
Así que, siendo espíritus, continúan con su plan para matar a las hermanas, utilizando a Dumain, quien les servía. Sus espíritus después fueron destruidos por las hermanas Halliwell (usando el poder de El Vacío).
Sin embargo, Dumain (con Christy) fueron de regreso al pasado, para advertir a la Tríada de su muerte, pero mientras les estaban advirtiendo, las hermanas Billie llegaron del futuro también, y los destruyeron de una vez por todas. Después procedieron a destruir a Dumain, y Billie acabó con su hermana Christy.
- Datos: Q3821256